# Mariza Dias Costa
Mariza Dias Costa, née le 16 octobre 1952 au Guatemala ou au Brésil, morte le 29 mars 2019 à São Paulo, est une caricaturiste et illustratrice politique guatémalto-brésilienne.
Elle influence et renouvelle le domaine de l'illustration politique par son approche novatrice, avec ses représentations de figures déformées et l'utilisation de techniques modernes associées au dessin traditionnel.

## Biographie

### Jeunesse
Selon les sources qui divergent sur ce point, Mariza Dias Costa est née soit au Guatemala, soit à Rio de Janeiro au Brésil. Elle est la fille du diplomate Mário Dias Costa. Elle a vécu successivement en Suisse, au Pérou, en Italie, en France, au Paraguay et en Irak avant de s'installer au Brésil.

### Carrière artistique
S'étant lancée dans la carrière artistique, Mariza Dias Costa reçoit un prix de l'innovation à la 3e Mostra (exposition) des Arts visuels de l'État de Rio de Janeiro en 1974.
Elle trouve sa voie la même année en illustrant la rubrique « Journal de la Cour » de Paulo Francis dans le principal journal national brésilien Folha de S.Paulo. Elle continue cette collaboration jusqu'en 1990. Elle doit travailler particulièrement vite car elle reçoit le texte de la rubrique quand l'espace est déjà réservé pour son illustration. En 1999, elle revient au journal Folha de S.Paulo pour illustrer la chronique du jeudi du psychanalyste Contardo Calligaris.
À la fin des années 1970, son travail apparaît dans le magazine Mad. Mariza Dias Costa fournit aussi les illustrations pour Os Incríveis Seres Fantásticos en 1996.
En 2008, ses œuvres sont présentées dans l'exposition intitulée Ilustradores à l'Instituto Itaú.
Ses œuvres sont jugées novatrices principalement par leur représentation de figures déformées, ce qui est une nouveauté dans la presse brésilienne. De plus, elle associe les techniques d'encrage traditionnel avec les procédés modernes comme la photocopie, facilitant la représentation des textures de tissus et objets divers.

### Reconnaissance et mort
Elle est jugée comme une des plus anciennes illustratrices de la caricature parce qu'elle a travaillé sous la dictature militaire brésilienne. En 2013, son travail est publié dans un livre rétrospectif intitulé « ... Et puis le fou c'est moi ! ». Dans l'introduction de ce livre, Pedroso affirme que le genre de la caricature politique est divisé en deux phases, qui sont identifiées comme la phase avant elle et la phase à partir d'elle.
Mariza Dias Costa meurt à São Paulo le 29 mars 2019. Elle est soudainement tombée malade dans la rue et emmenée en ambulance à l'hôpital mais n'a pas survécu.